# Shayne Whittington
Shayne Whittington, né le 27 mars 1991, à Paw Paw, dans le Michigan, est un joueur puis entraîneur américain de basket-ball. Il évolue aux postes d'ailier fort et de pivot.

## Biographie
Non drafté en 2014, il signe toutefois un contrat avec les Pacers de l'Indiana en juillet 2014. Il est assigné le plus souvent en NBA D-League, jouant pour les Mad Ants de Fort Wayne. Il est coupé par les Pacers de l'Indiana le 29 juillet 2016. Il signe ensuite un contrat le 7 août de la même année avec Obradoiro CAB. Le 21 juillet 2017, il s'engage avec le Zénith Saint-Pétersbourg. Il quitte le club russe le 26 juillet 2018 pour retourner en championnat d'Espagne, cette fois-ci au BC Andorre.